# Discografia dei Basement Jaxx
La discografia dei Basement Jaxx, gruppo musicale house e dance pop britannico, si compone di sette album in studio, quattro raccolte, diciassette EP e ventisei singoli.

## Album studio
- 1999 - Remedy
- 2001 - Rooty
- 2003 - Kish Kash
- 2006 - Crazy Itch Radio
- 2009 - Scars
- 2009 - Zephyr
- 2014 - Junto

## Raccolte
- 1997 - Atlantic Jaxx Recordings: A Compilation (remix)
- 2000 - Jaxx Unreleased
- 2005 - The Singles
- 2006 - Atlantic Jaxx Recordings: A Compilation Vol. 2 (remix)

## EP
- 1995 - EP 1
- 1995 - EP 2
- 1995 - Summer Daze
- 1996 - EP 3
- 1997 - Urban Haze
- 1999 - Betta Daze
- 2000 - Camberwell
- 2001 - Xxtra Cutz
- 2001 - Span Thang
- 2002 - Junction
- 2005 - Unreleased Mixes
- 2008 - Planet 1
- 2008 - Planet 2
- 2009 - Planet 3
- 2009 - Zephyr
- 2010 - Jaxx Unreleased II
- 2010 - Dog in CD

## Colonne sonore
- 2011 - Attack the Block - Invasione aliena

## Singoli

### DaAtlantic Jaxx Recordings: A Compilation
- 1997 - Fly Life
- 1997 - Samba Magic

### DaRemedy
- 1999 - Red Alert (feat. Blue James)
- 1999 - Rendez-Vu
- 1999 - Jump N' Shout (feat. Slarta John)
- 2000 - Bingo Bango

### DaRooty
- 2001 - Romeo (feat. Kele Le Roc)
- 2001 - Jus 1 Kiss
- 2001 - Where's Your Head At?
- 2002 - Get Me Off
- 2003 - Do Your Thing

### DaKish Kash
- 2003 - Lucky Star (feat. Dizzee Rascal)
- 2004 - Good Luck (feat. Lisa Kekaula)
- 2004 - Plug It In (feat. J C Chasez)
- 2004 - Good Luck (ristampa, feat. Lisa Kekaula)

### DaThe Singles
- 2005 - Oh My Gosh (feat. Vula Malinga)
- 2005 - U Don't Know Me (feat. Lisa Kekaula)

### DaCrazy Itch Radio
- 2006 - Hush Boy
- 2006 - Take Me Back To Your House
- 2007 - Hey U

### DaScars
- 2009 - Raindrops
- 2009 - Feelings Gone (feat. Sam Sparro)

### DaJunto
- 2014 - Mermaid of Salinas
- 2014 - Never Say Never (feat. EMTL)
- 2014 - Galactical (feat. Vula)
- 2014 - Rock This Road